# 야마사치히코와 우미사치히코
야마사치히코와 우미사치히코(山幸彦と海幸彦, やまさちひことうみさちひこ)는 "기키"(고사기와 일본서기)에 기록된 일본 신화다. 주로 "해행산행(우미사치 야마 사치)"라고하며, 신화에 많은 신혼설화(신콘세츠와), 이상향에 머무는 내용이며, 민화 「포도태랑」(우라 시마 타로)의 근원이 되고 있다. 탄생지는, 생활 등의 전설은 미야자키 현 미야자키 시를 중심으로 한 미야자키 평야에 집중하고 있다.
야마사치히코는 일본 황실의 조상 중 하나인 호오리노미코토(火折尊)와 동일한 신이다.